# Campeonato Mundial de Natação em Piscina Curta de 2014 - 4x200 m livre masculino
A prova dos 4x200 metros livre masculino do Campeonato Mundial de Natação em Piscina Curta de 2014 foi disputado em 4 de dezembro no Centro Aquático Aspire Sports Complex em Doha.

## Recordes
Antes desta competição, os recordes mundiais e do campeonato nesta prova eram os seguintes:
|       | Nacionalidade | Tempo   | Local | Data                   |
| ----- | ------------- | ------- | ----- | ---------------------- |
| WR CR | Rússia        | 6:49.04 | Dubai | 16 de dezembro de 2010 |

## Medalhistas
| Ouro                                                                   | Prata                                                                                      | Bronze                                                                            |
| Estados Unidos · Conor Dwyer · Ryan Lochte · Matt McLean · Tyler Clary | Itália · Andrea Mitchell D'Arrigo · Marco Belotti · Nicolangelo Di Fabio · Filippo Magnini | África do Sul · Myles Brown · Sebastien Rousseau · Chad le Clos · Leith Shankland |

## Resultados

### Eliminatórias
As eliminatórias ocorreram dia 4 de dezembro. 
| Colocação | Bateria | Raia | Nacionalidade  | Nome | Tempo   | Notas |
| --------- | ------- | ---- | -------------- | --- | ------- | ----- |
| 1         | 1       | 6    | Itália         | Andrea Mitchell D'Arrigo (1:43.45) Marco Belotti (1:43.97) Nicolangelo Di Fabio (1:43.84) Filippo Magnini (1:43.44) | 6:54.70 | Q     |
| 2         | 1       | 5    | Estados Unidos | Matt McLean (1:43.65) Michael Klueh (1:43.94) Michael Weiss (1:44.19) Darian Townsend (1:43.25)                     | 6:55.03 | Q     |
| 3         | 1       | 7    | Brasil         | João de Lucca (1:42.02) Gustavo Godoy (1:44.22) Fernando Santos (1:44.24) Gabriel Ogawa (1:45.02)                   | 6:55.50 | Q, SA |
| 4         | 1       | 1    | Rússia         | Artem Lobuzov (1:43.85) Dmitrii Ermakov (1:44.39) Aleksandr Krasnykh (1:44.41) Viacheslav Andrusenko (1:44.07)      | 6:56.72 | Q     |
| 5         | 2       | 7    | Bélgica        | Emmanuel Vanluchene (1:44.74) Glenn Surgeloose (1:43.57) Louis Croenen (1:44.61) Pieter Timmers (1:43.98)           | 6:56.90 | Q     |
| 6         | 1       | 2    | África do Sul  | Myles Brown (1:43.41) Leith Shankland (1:44.54) Calvyn Justus (1:45.89) Sebastien Rousseau (1:44.19)                | 6:58.03 | Q     |
| 7         | 2       | 3    | Dinamarca      | Daniel Skaaning (1:45.47) Frederik Pedersen (1:45.62) Frans Johannessen (1:44.43) Anders Nielsen (1:43.13)          | 6:58.65 | Q     |
| 8         | 2       | 1    | Alemanha       | Markus Deibler (1:44.60) Clemens Rapp (1:44.14) Florian Vogel (1:44.99) Tim Wallburger (1:45.67)                    | 6:59.40 | Q     |
| 9         | 1       | 4    | Japão          | Yuki Kobori (1:45.43) Reo Sakata (1:44.28) Tsubasa Amai (1:45.66) Katsumi Nakamura (1:44.06)                        | 6:59.43 | AS    |
| 10        | 2       | 2    | Áustria        | David Brandl (1:45.42) Felix Auboeck (1:43.90) Sebastian Steffan (1:46.03) Jakub Maly (1:47.35)                     | 7:02.70 |       |
| 11        | 1       | 3    | Chéquia        | Jan Šefl (1:45.41) David Kunčar (1:46.55) Pavel Janeček (1:45.81) Jan Micka (1:47.72)                               | 7:05.49 |       |
| 12        | 2       | 6    | China          | Hou Mingda (1:48.18) Jiang Yuhui (1:47.40) Jiang Tiansheng (1:51.86) Lin Yongqing (1:45.20)                         | 7:12.64 |       |
| 13        | 2       | 5    | Argentina      | Guido Buscaglia (1:49.69) Martín Naidich (1:50.04) Matías Aguilera (1:47.19) Federico Grabich (1:46.61)             | 7:13.53 |       |
| 14        | 2       | 0    | Paraguai       | Ben Hockin (1:44.44) Charles Hockin (1:49.38) Matías López (1:50.94) Max Abreu (1:51.20)                            | 7:15.96 |       |
| 15        | 2       | 4    | Filipinas      | Fahad Alkhaldi (1:48.86) Axel Ngui (1:52.90) Jethro Chua (1:53.31) Jessie Lacuna (1:50.39)                          | 7:25.46 |       |
| —         | 1       | 8    | Sérvia         | | DNS     |       |
| —         | 2       | 8    | Austrália      | | DNS     |       |

### Final
A final teve sua disputa realizada em 4 de dezembro. 
| Colocação         | Raia | Nacionalidade  | Nome | Tempo   | Notas |
| ----------------- | ---- | -------------- | --- | ------- | ----- |
| Medalha de ouro   | 5    | Estados Unidos | Conor Dwyer (1:43.20) Ryan Lochte (1:42.42) Matt McLean (1:43.20) Tyler Clary (1:42.86)                             | 6:51.68 |       |
| Medalha de prata  | 4    | Itália         | Andrea Mitchell D'Arrigo (1:42.77) Marco Belotti (1:43.98) Nicolangelo Di Fabio (1:42.98) Filippo Magnini (1:42.07) | 6:51.80 |       |
| Medalha de bronze | 7    | África do Sul  | Myles Brown (1:43.25) Sebastien Rousseau (1:43.96) Chad le Clos (1:40.61) Leith Shankland (1:44.31)                 | 6:52.13 |       |
| 4                 | 2    | Bélgica        | Louis Croenen (1:44.91) Glenn Surgeloose (1:43.29) Emmanuel Vanluchene (1:42.33) Pieter Timmers (1:42.13)           | 6:52.66 |       |
| 5                 | 3    | Brasil         | João de Lucca (1:41.85) SA Gustavo Godoy (1:44.82) Fernando Santos (1:43.89) Gabriel Ogawa (1:43.97)                | 6:54.53 | SA    |
| 6                 | 8    | Alemanha       | Markus Deibler (1:43.68) Florian Vogel (1:44.24) Tim Wallburger (1:45.81) Clemens Rapp (1:43.67)                    | 6:57.40 |       |
| 7                 | 1    | Dinamarca      | Anders Nielsen (1:44.49) Frans Johannessen (1:45.34) Frederik Pedersen (1:45.60) Daniel Skaaning (1:45.35)          | 7:00.78 |       |
| -                 | 6    | Rússia         | Mikhail Polischuk (1:43.62) Danila Izotov (1:40.65) Artem Lobuzov (1:42.87) Viacheslav Andrusenko (1:44.82)         | 6:51.96 | DSQ   |

Legenda
| Recorde mundial       | Recorde mundial (World record)               |                       | Recorde africano                      | Recorde africano (African) |                                           | Q | Classificado por posição (Qualified) |
| Recorde do campeonato | Recorde do campeonato (Championship record)  | Recorde da América    | Recorde da América (Americas)         | q                          | Classificado por melhor tempo (Qualified) |   |                                      |
| Melhor marca do ano   | Melhor marca do ano (World leading)          | Recorde asiático      | Recorde asiático (Asian)              | DNS                        | Não largou (Did not start)                |   |                                      |
| Recorde nacional      | Recorde nacional (National record)           | Recorde europeu       | Recorde europeu (European)            | DNF                        | Não terminou (Did not finish)             |   |                                      |
| Recorde pessoal       | Recorde pessoal do atleta (Personal best)    | Recorde da Oceania    | Recorde da Oceania (Oceania)          | DSQ / DQ                   | Desclassificado (Disqualified)            |   |                                      |
| Recorde da temporada  | Recorde da temporada do atleta (Season best) | Recorde sul-americano | Recorde sul-americano (South America) | NM                         | Sem marca (No mark)                       |   |                                      |